# Cultura institucional
Cultura institucional o bé organitzacional fa referència a la cultura (entesa com el conjunt de creences, valors, experiències, costums i hàbits d'un grup humà) i que en aquest cas s'aplica a una organització ja sigui una administració, una empresa o qualsevol altra institució.
Normalment el concepte cultura s'ha aplicat a societats i civilitzacions i ha estat estudiada per la sociologia i especialment per l'antropologia. A partir de la dècada dels 70 el concepte cultura es va començar a aplicar també a d'altres camps. En el camp de les organitzacions es parla majoriatàriament com a cultura organitzacional.
En el sistema humà que representa una organització s'hi troben també costums, valors i creences propis, una història que la defineix, elements simbòlics, una forma de treballar, un tipus de relacions diferents de la d'altres àmbits, i fins i tot i hi ha establerts processos identitaris i d'inclusió/exclusió. Hi ha comportaments que es consideren legítims i són acceptats, que es manifesten en maneres de parlar, d'actuar i de relacionar-se. Constitueixen moltes vegades subcultures que a vegades competeixen pel poder.
La cultura organitzacional afecta i es veu afectada pels seus membres. Des de la selecció de personal, fins a la política de renovacions o d'acomiadaments passant pel tipus de lideratge o la presa de decisions es veuen marcades per contingències culturals.
La definició més acceptada de Cultura Organitzacional és la de Schein: "Cultura organitzacional és el patró de premisses bàsiques que un determinat grup va inventar, va descobrir o va desenvolupar en el procés d'aprendre a resoldre els seus problemes d'adaptació externa i d'integració interna i que van funcionar prou bé fins al punt de ser considerades vàlides i, per tant, de ser ensenyades a nous membres del grup com la manera correcta de percebre, pensar i sentir amb relació a aquests problemes (Schein, 1984: 56)
Zarko Butrich (1980) va fer un dels primers estudis de gran repercussió en aquest àmbit i va extreure variables amb relació a: individualisme-col·lectivisme, distància de poder, masculinitat-feminitat, grau de tolerància en la desviació de les normes i enfocament temporal.
D'acord amb Stephen P. Robbins la cultura exerceix nombroses funcions dins de l'organització. Primer, té un paper de definició de fronteres; és a dir, crea distincions entre una organització i les altres. Segon, transmet un sentit d'identitat als membres de l'organització. Tercer, la cultura facilita la generació d'un compromís una mica més gran que l'interès personal d'un individu.Quart, incrementa l'estabilitat del sistema social.
Com tota cultura, la d'empresa, no és ni rígida ni permanent sino que canvia constantment. I cada canvi important comporta revisar el paradigma: la forma de pensar i fer les coses.
Un exemple el trobem en el sector asistencial en general i de les persones grans en particular. En els darrers anys s'està implantant el que s'anomena ACP (Atenció Centrada en la Persona) que comporta un canvi cultural en la manera de cuidar i atendre persones grans, amb dependència o discapacitades. Aquest nou paradigma que posa la persona com a centre de l'atenció implica una transformació dels rols professionals, del funcionament del centre, de la manera de pensar que significa fer-se gran o tenir una demència. (Bowers et al., 2007; Bowman & Schoeneman, 2006; Collins, 2009; Koren, 2010; Prieto, 2014).
Passar de prioritzar les tasques assistencials, donar la màxima importància als procediments o protocols rígids pel bé de l'usuari, el poder del professional o els horaris tancats a canviar i començar a prioritzar l'autonomia, la llibertat del client, posar al centre de l'atenció la persona amb la seva història i fer-la protagonista de la seva pròpia vida, recuperant poder de decisió, potenciant la seva mirada respecte el que li està passant o canviar l'entorn institucional suposen un canvi cultural a les organitzacions assistencials.
Això implica una revisió amb profunditat d'aquesta cultura organitzacional.(Koren, 2010; Collins, 2009), ja que comporta canvis actitudinals, en la forma d'organitzar el treball directe i indirecte, la forma de pensar, distribuir i utilitzar l'espai dels centres, el nombre de places, el paper de la família o la manera de liderar.